# ابو منسف
ابو منسف (به عربی: أبو منسف) یک روستا در سوریه است که در استان حماه واقع شده‌است.

## خصوصیات
ابو منسف  ۳۶۴ نفر جمعیت دارد.